# Otto Klung
Otto Klung, född 26 februari 1893 i Bieberswalde (idag polska Liwa i Polen) i dåvarande Ostpreussen, död 25 maj 1968 i Berlin, Tyskland, var en tysk affärsman inom media.
Klung som var utbildad som maskiningenjör och civilingenjör grundade Hauptgesellschaft für Industrien 1921 tillsammans med August S Tauch och Curt Stille. Detta företag inkluderade Vox-Schall Platten und Speechmaschinen AG och Berliner Funkstunde som sände radioprogram. Huvudkontoret låg i Vox House vid Potsdamer Straße 39 A i Berlin. Ett dotterbolag grundades i USA omkring 1925.
1928 öppnade Klung en butik för radioapparater och skivor i Berlin. 1941 förvärvade han Hili Film Theatre i Lichterfelde. Han nådde ekonomisk framgång, särskilt efter andra världskriget.